# Rawidas

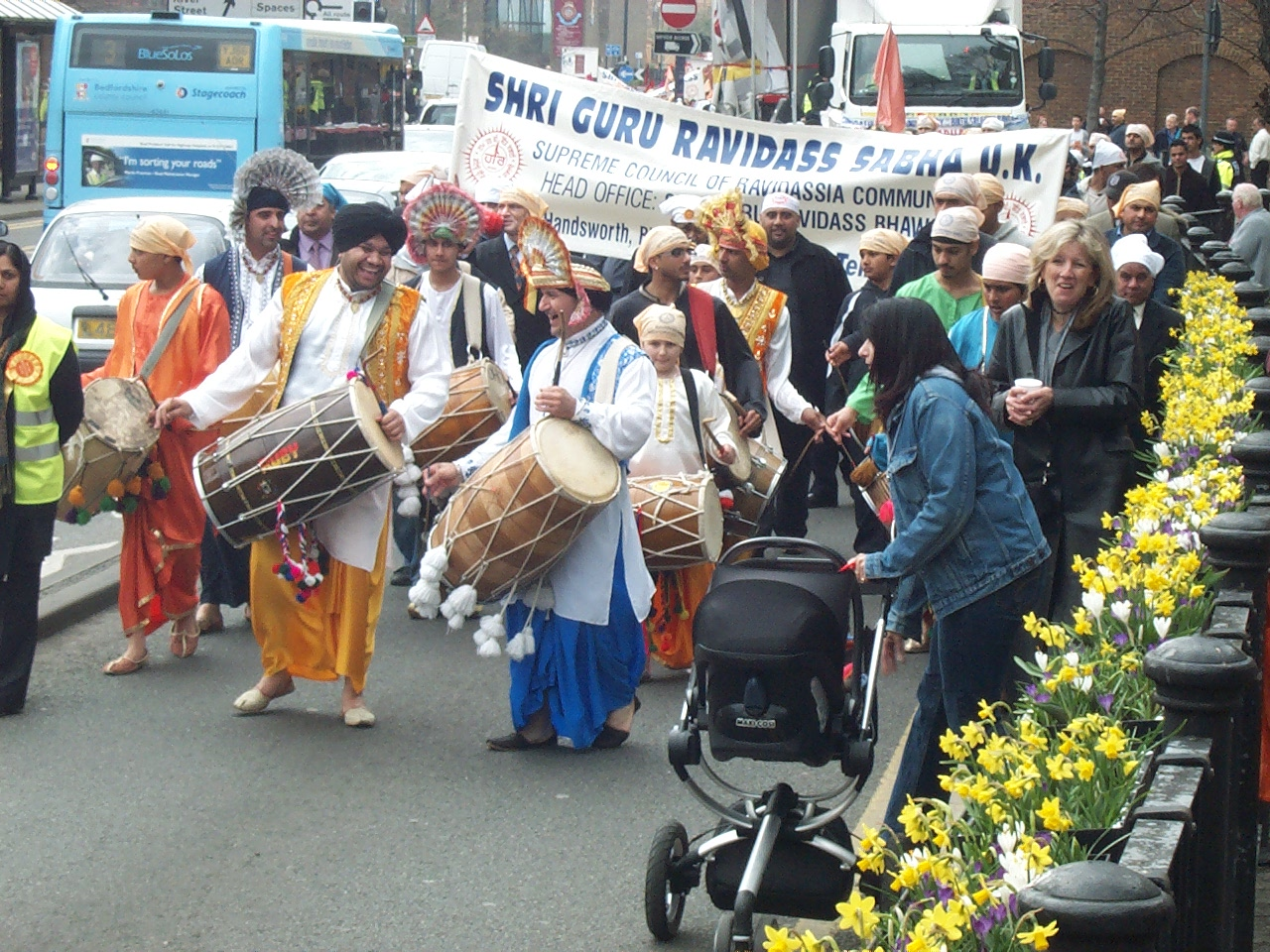
Procesja zwolenników rawidasa w Bedford

Rawidas (dewanagari रविदास ang. Ravidas, też Ravidass, Sant Guru Ravidas Ji) – hinduski przywódca religijny, założyciel (sadguru) ruchu rawidasi. Czczony przez członków tego ruchu jako guru, przez pozostałych hindusów jako sant, zaś przez sikhów jako bhagat.

## Poglądy
Był jednym z pierwszych, którzy zakwestionowali dyskryminację na tle kastowym.

## Twórczość
Rawidas był również poetą, jego utwory religijne miały znaczący wpływ na tradycję bhakti. 42 z jego utworów włączono do Guru Granth Sahib, świętej księgi sikhizmu.